# چامارتین
چامارتین دهستانی در استان آبیلای اسپانیا است.
در این دهستان ۱۱۱ نفر زندگی می‌کنند. مساحت این دهستان ۱۵٫۳۸ کیلومتر مربع است.

## نگارخانه

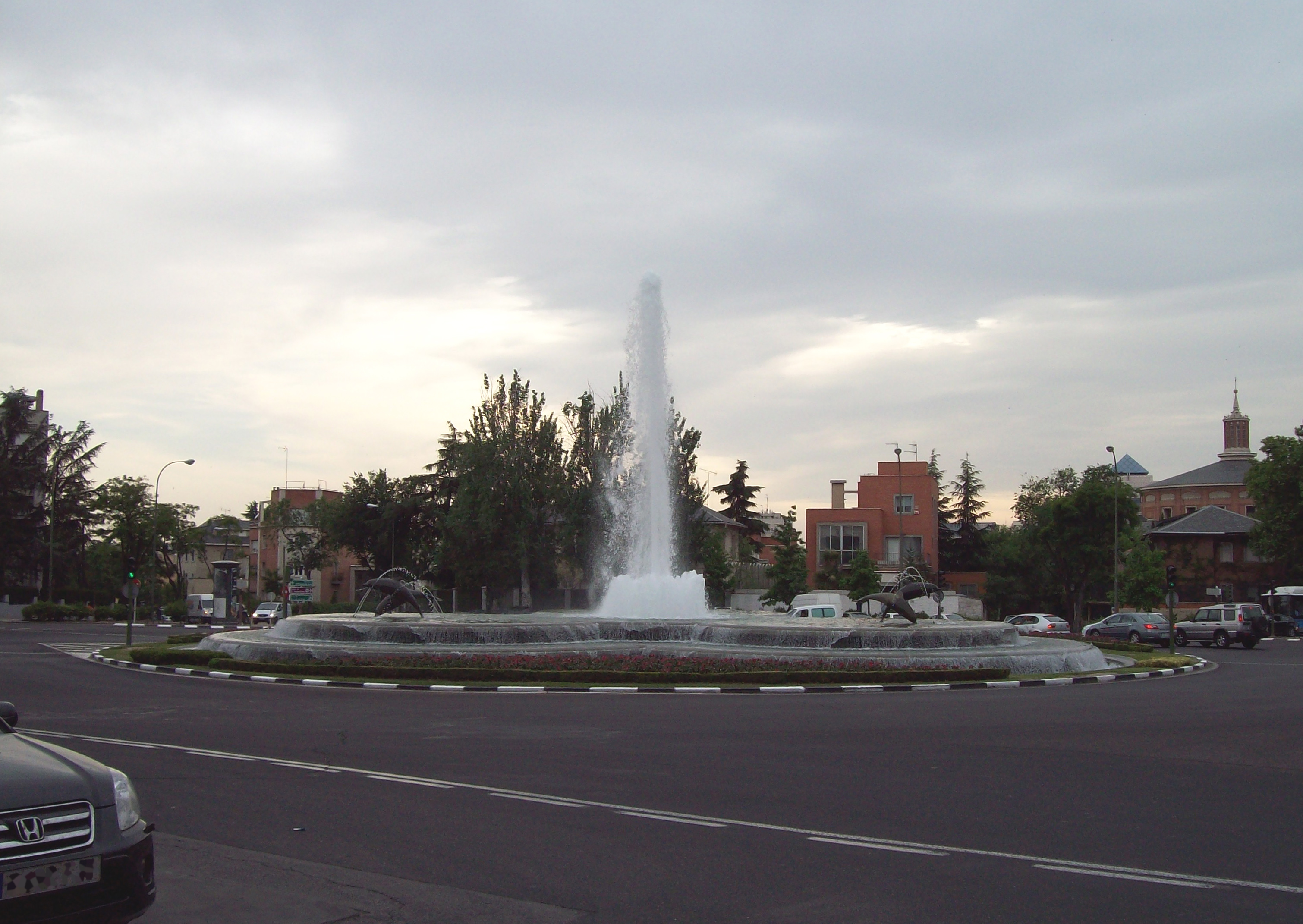
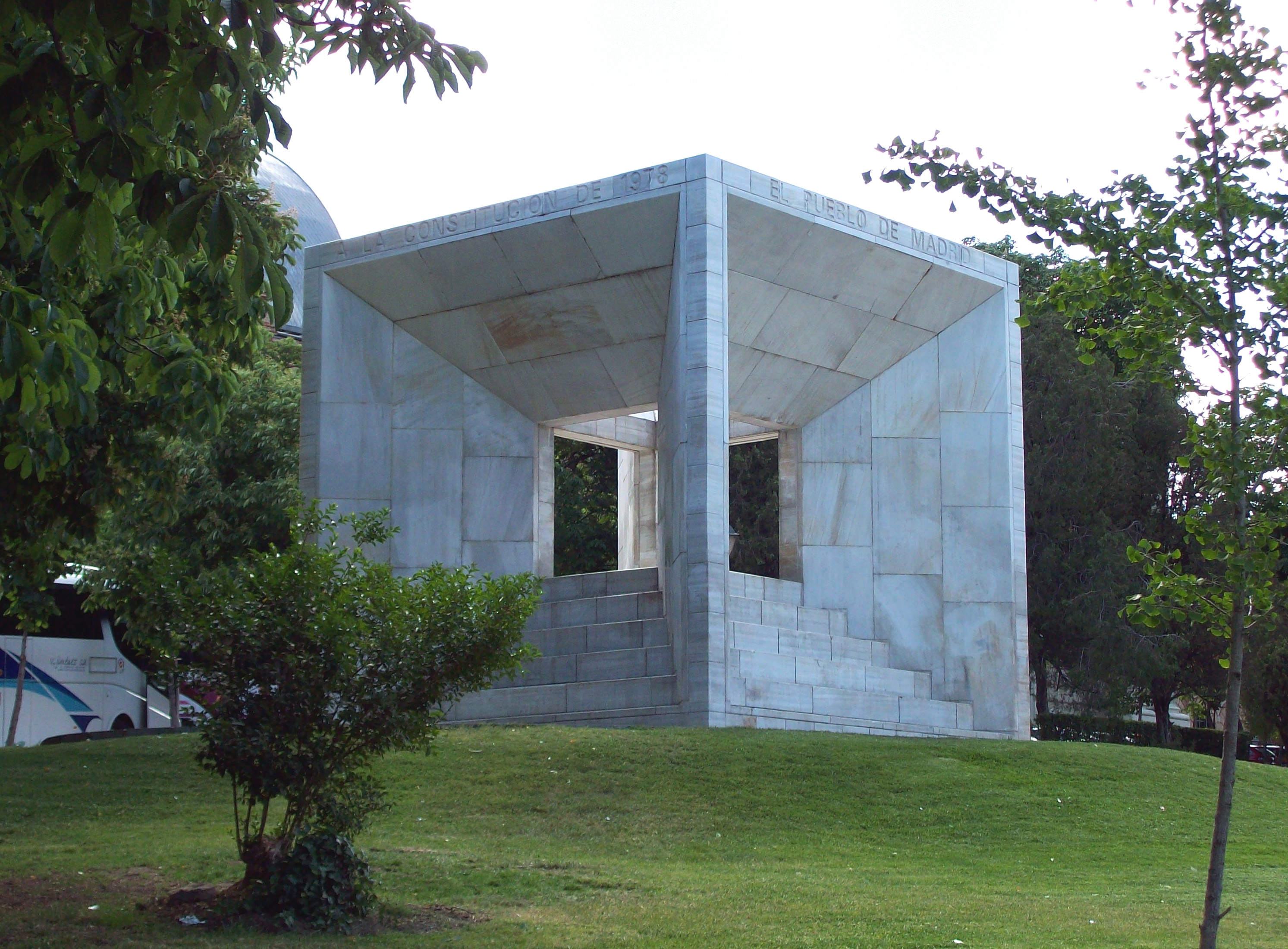
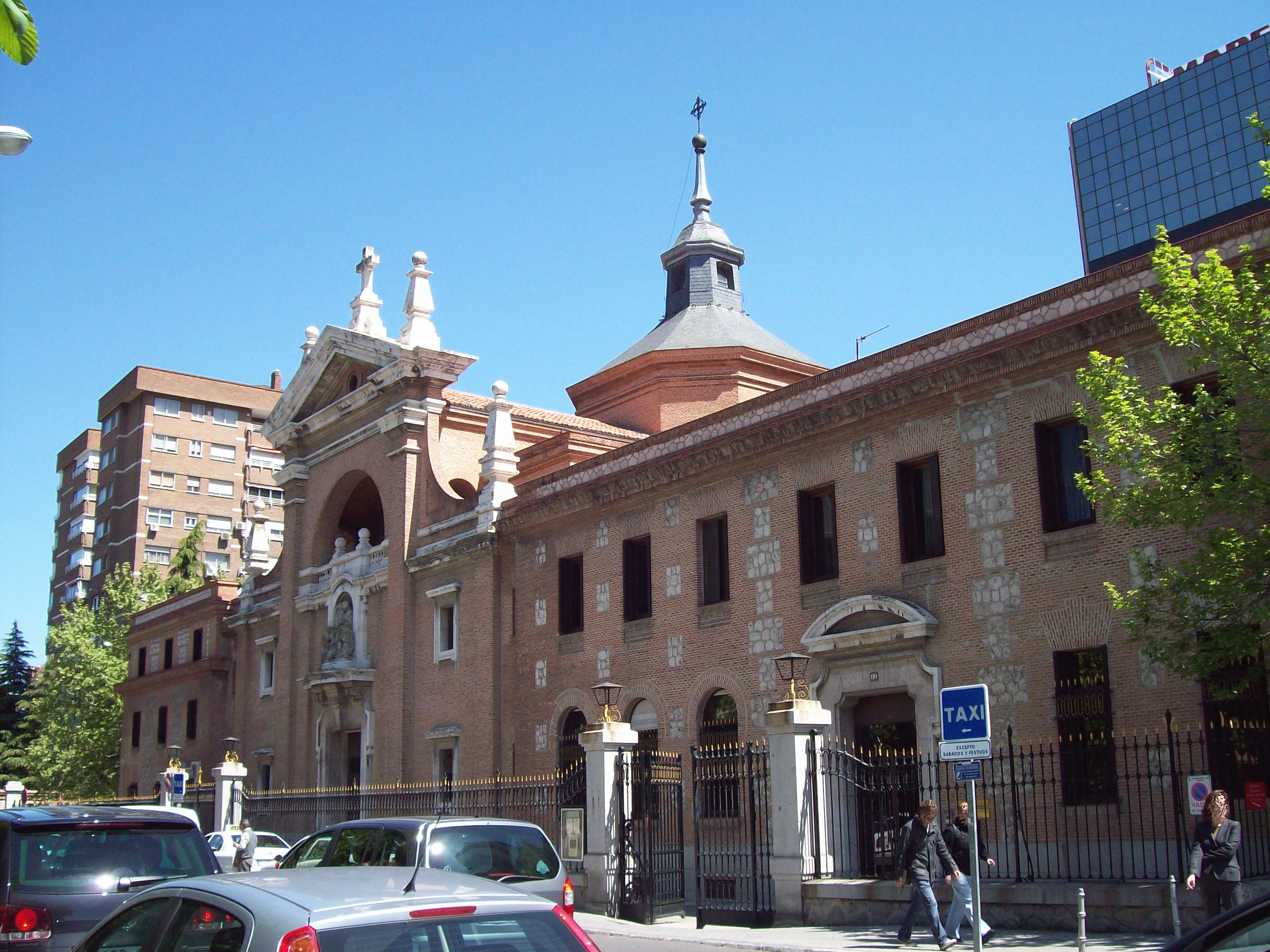
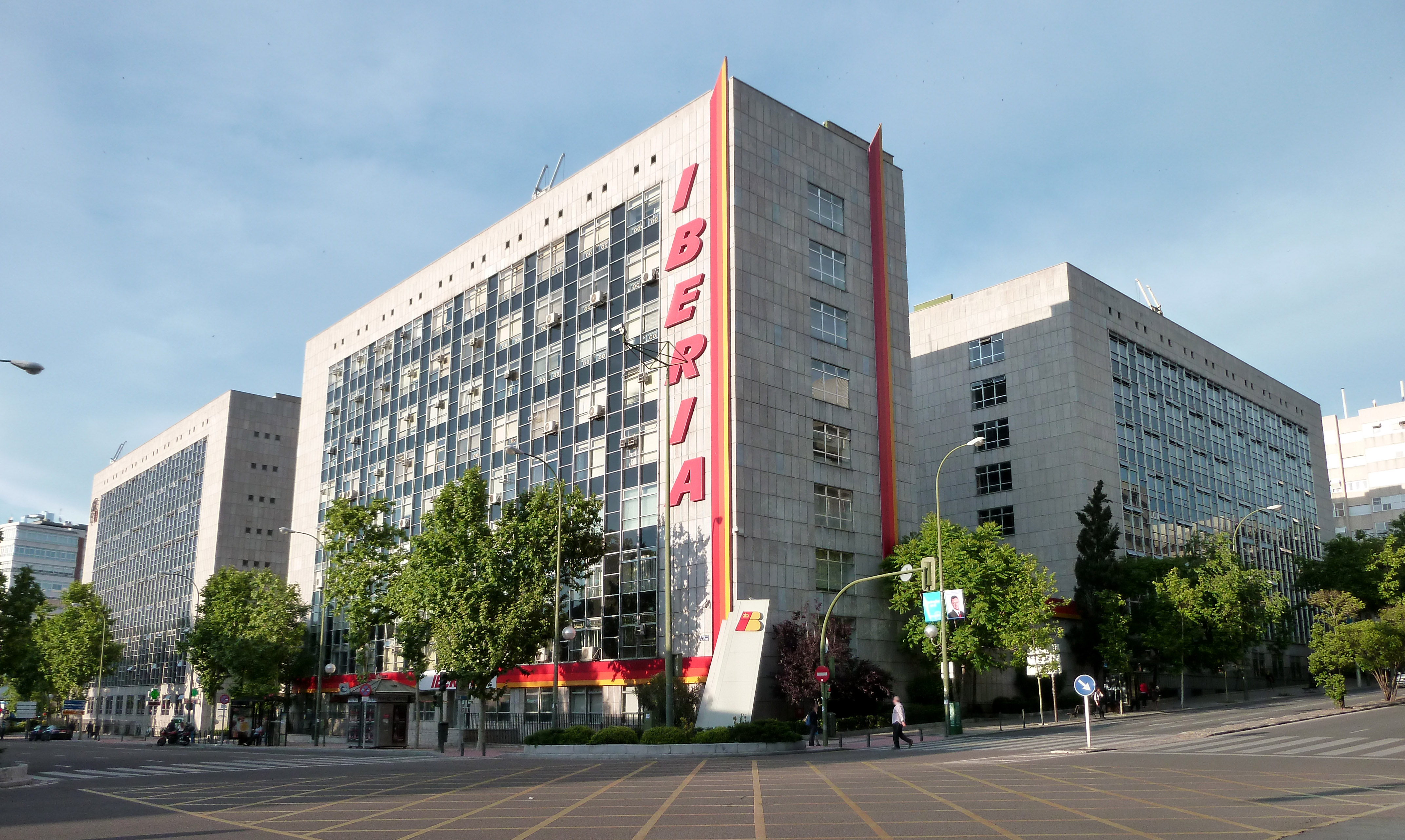